# Chlordiazepoxid
Chlordiazepoxid (INN) je sedativum a hypnotikum ze třídy benzodiazepinů. Je na trhu například pod obchodními názvy Angirex, Klopoxid, Librax (obsahuje také klodiniumbromid), Libritabs, Librium, Mesural, Multum, Novapam, Risolid, Silibrin, Sonimen nebo Tropium. V Česku je registrován jediný přípravek obsahující chlordiazepoxid, a to Elenium.
Chlordiazepoxid byl prvním syntetizovaným benzodiazepinem a jeho objev byl čirá náhoda. Chlordiazepoxid a další benzodiazepiny byly nejdřív široce přijímány, později však naopak masově odmítány a vznikl tlak na přísnější pravidla pro jejich použití.
Chlordiazepoxid disponuje amnestickými, anxiolytickými, hypnotickými a myorelaxačními účinky. Má střední až dlouhý biologický poločas, jeho aktivní metabolit má však poločas velmi dlouhý.
Kombinován s alkoholem, Chlordiazepoxid někdy překvapí těžkou otravou s psychickou alterací.